# Majoor Frans
Pour plus de détails, voir Fiche technique et Distribution.
Majoor Frans est un film néerlandais muet réalisé par Maurits Binger, sorti en 1916. Ce film est l'adaptation au cinéma d'un livre écrit par Anna L.G. Bosboom-Toussaint

## Fiche technique
- Titre original : Majoor Frans
- Réalisation : Maurits Binger
- Scénario : Maurits Binger d'après le roman d'Anna Louisa Geertruida Bosboom-Toussaint
- Directeur de la photographie : Jan Smit
- Sociétés de production : Filmfabriek Hollandia
- Pays d'origine :  Pays-Bas
- Longueur : 54 minutes (1 750 mètres)
- Format : Noir et blanc - Muet
- Dates de sortie : 
  -  Pays-Bas : 25 août 1916

## Distribution
- Annie Bos
- Frederick Vogeding
- Lily Bouwmeester
- Willem van der Veer
- Louis H. Chrispijn
- Willem Hunsche
- Paula de Waart
- Christine van Meeteren
- Maria Bouwmeester-Clermont
- Minny Erfmann
- Nola Hatterman
- Jan van Dommelen
- Alex Benno
- Lola Cornero
- Ernst Winar
- Filippo
- Matthijs Nauta